# The Sweet East
Pour plus de détails, voir Fiche technique et Distribution.
The Sweet East est un drame américain réalisé par Sean Price Williams et sorti en 2023. Ecrit par Nick Pinkerton, il s'agit du premier long-métrage de Sean Price Williams.
Le film est présenté en avant-première à la Quinzaine des cinéastes du Festival de Cannes 2023. Il reçoit le Prix du Jury au Festival du cinéma américain de Deauville 2023.

## Fiche technique
- Titre : The Sweet East
- Réalisation : Sean Price Williams
- Scénario : Nick Pinkerton
- Musique : Paul Grimstad
- Direction artistique : Ryan Scott Fitzgerald
- Décors : Stephen Phelps
- Montage : Stephen Gurewitz
- Photographie : Sean Price Williams
- Production : Daniel April (coproducteur), Craig Butta, Alex Coco, Galen Core (coproducteur) et Alex Ross Perry
  - Production exécutive : Matthew Cochran (coproducteur exécutif), Henry Corra (coproducteur exécutif), Jimmy Kaltreider et David Kaplan
- Sociétés de production : Base 12 Productions et Marathon Films
- Distribution : Utopia (États-Unis), Potemkine Films (France)
- Pays de production :  États-Unis
- Langues originales : Anglais
- Format : couleur
- Genre : drame
- Durée : 104 minutes
- Dates de sortie :
  - France : 18 mai 2023 (Quinzaine des cinéastes du Festival de Cannes 2023) ; 13 mars 2024 (sortie nationale)
  - États-Unis : 10 octobre 2023 (Festival du film de New-York) ; 1er décembre 2023 (sortie limitée)
  - Royaume-Uni : 6 octobre 2023 (Festival du film de Londres)
- Classification :
  - États-Unis : n/a

## Distribution
- Talia Ryder : Lillian
- Earl Cave (en) : Caleb
- Simon Rex : Lawrence
- Ayo Edebiri : Molly
- Jeremy O. Harris (en) : Matthew
- Jacob Elordi : Ian Reynolds
- Rish Shah : Mohammed, dit « Mo »
- Mazin Akar : Ahmad, le frère de Mo
- Gibby Haynes (en) : l'abbé
- Andy Milonakis (en) : Jeff
- Tess McMillan : Tessa
- Jack Irv : Troy
- Ella Rubin : Annabelle

## Production
Sean Price Williams pensait que personne ne lui donnerait d'argent pour faire ses débuts en tant que réalisateur, jusqu'à ce que son collaborateur de longue date Alex Ross Perry utilise ses relations avec une agence afin d'obtenir un financement et lancer le projet.

## Sortie

### Accueil critique
En France, le site Allociné propose une moyenne de 3,7⁄5, d'après l'interprétation de 17 critiques de presse.

## Distinctions

### Sélection
- Festival de Cannes 2023 : sélection à la Quinzaine des cinéastes, en compétition

### Récompenses
- Festival du cinéma américain de Deauville 2023 : Prix du Jury et Prix de la révélation[5].